# دای‌سورین
دای‌سورین (انگلیسی: DiaSorin) شرکت تجهیزات پزشکی ایتالیایی است، که در سال ۲۰۰۰ تأسیس شد.